# Garanti Koza Sofia Open 2017
Garanti Koza Sofia Open 2017 byl tenisový turnaj mužů na profesionálním okruhu ATP World Tour, hraný v místním areálu na krytých dvorcích s tvrdým povrchem. Probíhal mezi 6. až 12. únorem 2017 v bulharské metropoli Sofii jako druhý ročník turnaje.
Řadil se do kategorie ATP World Tour 250. Do dvouhry nastoupilo dvacet osm hráčů a ve čtyřhře startovalo šestnáct párů. Celkový rozpočet činil 540 310 eur. Nejvýše nasazeným hráčem ve dvouhře se stal osmý tenista světa Dominic Thiem z Rakouska, jenž po volném losu skončil na raketě Nikoloze Basilašviliho. Posledním přímým účastníkem v hlavní singlové soutěži byl 120. švýcarský hráč žebříčku Marco Chiudinelli.
Šestou singlovou trofej na okruhu ATP Tour vybojoval Bulhar Grigor Dimitrov. Premiérový společný titul ve čtyřhře vyhrál srbský pár Viktor Troicki a Nenad Zimonjić.

## Rozdělení bodů
| Soutěž  | vítězové | finalisté | semifinalisté | čtvrtfinalisté | 16 v kole | 32 v kole | Q  | Q3 | Q2 | Q1 |
| ------- | -------- | --------- | ------------- | -------------- | --------- | --------- | -- | -- | -- | -- |
| dvouhra | 250      | 150       | 90            | 45             | 20        | 0         | 12 | 6  | 0  | 0  |
| čtyřhra | 250      | 150       | 90            | 45             | 0         | —         | —  | —  | —  | —  |

### Finanční odměny
| Soutěž                              | vítězové | finalisté | semifinalisté | čtvrtfinalisté | 16 v kole | 32 v kole | Q3     | Q2     | Q1 |
| ----------------------------------- | -------- | --------- | ------------- | -------------- | --------- | --------- | ------ | ------ | -- |
| dvouhra                             | €85 945  | €45 265   | €24 520       | €13 970        | €8 230    | €4 875    | €2 195 | €1 100 | —  |
| čtyřhra                             | €26 110  | €13 730   | €7 440        | €4 260         | €2 490    | —         | —      | —      | —  |
| částka ve čtyřhře je uvedena na pár |          |           |               |                |           |           |        |        |    |

## Dvouhra mužů

### Nasazení
| Stát                          | Hráč                  | ATP | Nasazení |
| ----------------------------- | --------------------- | --- | -------- |
| Rakousko                      | Dominic Thiem         | 8.  | 1.       |
| Belgie                        | David Goffin          | 11. | 2.       |
| Bulharsko                     | Grigor Dimitrov       | 13. | 3.       |
| Španělsko                     | Roberto Bautista Agut | 16. | 4.       |
| Lucembursko                   | Gilles Müller         | 28. | 5.       |
| Německo                       | Philipp Kohlschreiber | 29. | 6.       |
| Kypr                          | Marcos Baghdatis      | 34. | 7.       |
| Slovensko                     | Martin Kližan         | 36. | 8.       |
| Srbsko                        | Viktor Troicki        | 37. | 9.       |
| Žebříček ATP k 30. lednu 2017 |                       |     |          |

### Jiné formy účasti
Následující hráčí obdrželi divokou kartu do hlavní soutěže:
- Cem İlkel
- Dimitar Kuzmanov
- Alexandar Lazarov

Následující hráči postoupili z kvalifikace:
- Mathias Bourgue
- Daniel Brands
- Maximilian Marterer
- Cedrik-Marcel Stebe

Následující hráči postoupili z kvalifikace jako tzv. šťatní poražení
- Teimuraz Gabašvili
- Marko Tepavac

### Odhlášení
před zahájením turnaje
- Nicolás Almagro → nahradil jej  Marco Chiudinelli
- Marcos Baghdatis → nahradil jej  Teimuraz Gabašvili
- Philipp Kohlschreiber → nahradil jej  Marko Tepavac
- John Millman → nahradil jej Radu Albot

## Mužská čtyřhra

### Nasazení
| Stát                                                                                   | Hráč              | Stát     | Hráč           | ATP | Nasazení |
| -------------------------------------------------------------------------------------- | ----------------- | -------- | -------------- | --- | -------- |
| Nizozemsko                                                                             | Jean-Julien Rojer | Rumunsko | Horia Tecău    | 45. | 1.       |
| Chorvatsko                                                                             | Mate Pavić        | Rakousko | Alexander Peya | 66. | 2.       |
| Spojené království                                                                     | Dominic Inglot    | Rumunsko | Florin Mergea  | 69. | 3.       |
| Polsko                                                                                 | Marcin Matkowski  | Pákistán | Ajsám Kúreší   | 98. | 4.       |
| Žebříček ATP k 30. lednu 2017; číslo je součtem žebříčkového postavení obou členů páru |                   |          |                |     |          |

### Jiné formy účasti
Následující páry obdržely divokou kartu do hlavní soutěže:
- Tuna Altuna /  Cem İlkel
- Dimitar Kuzmanov /  Alexandar Lazov

### Odhlášení
před zahájením turnaje
- Marcos Baghdatis

## Přehled finále

### Mužská dvouhra
- Grigor Dimitrov vs.  David Goffin, 7–5, 6–4

### Mužská čtyřhra
- Viktor Troicki /  Nenad Zimonjić vs.  Michail Jelgin /  Andrej Kuzněcov, 6–4, 6–4